# Ujta (obwód archangielski)
Ujta (ros. Уйта) – wieś (dieriewnia) w Rosji, w obwodzie archangielskim, w rejonie winogradowskim. W 2010 liczyła 202 mieszkańców.